# Arun
Arun este un district nemetropolitan în Regatul Unit, în comitatul West Sussex din regiunea South East, Anglia. 

## Orașe din district
- Arundel
- Bognor Regis
- Littlehampton

1. ↑   https://ons.maps.arcgis.com/home/item.html?id=a79de233ad254a6d9f76298e666abb2b Lipsește sau este vid: |title= (ajutor)